# Zbigniew-Herbert-Literaturpreis
Der Zbigniew-Herbert-Literaturpreis (auch Internationaler Herbert-Preis, Międzynarodowa Nagroda Literacka im. Zbigniewa Herberta, Zbigniew Herbert International Literary Award, Herbert Prize oder Zbigniew Herbert Award) wurde von der Zbigniew-Herbert-Stiftung (Fundacja Herberta) eingeführt und erstmals 2013 vergeben. 
Er wird jährlich an einen lebenden Autor für seine Leistungen auf dem Gebiet der Lyrik verliehen. Mit dem Preis soll die künstlerische und intellektuelle, literarische Leistung ausgezeichnet werden. Zusätzlich können auch Preise in den Kategorien Essay, Übersetzung und Redaktion vergeben werden.
Die Jury setzt sich aus Autoren und Literaturexperten zusammen. Der Preis wird im Teatr Polski (Polnisches Theater) in Warschau, Polen verliehen. 

## Preisträger
- 2013: W. S. Merwin
- 2014: Charles Simic
- 2015: Ryszard Krynicki
- 2016: Lars Gustafsson
- 2017: Breyten Breytenbach
- 2018: Nuala N. Dhomhnaill
- 2019: Agi Mishol
- 2020: Durs Grünbein
- 2021: Yusef Komunyakaa
- 2022: Marianna Kiyanovska
- 2023: Tomas Venclova
- 2024: Yang Lian[1]